# Легка атлетика на літніх Олімпійських іграх 2008 — біг на 400 метрів з бар'єрами (чоловіки)
Змагання з бігу на 400 метрів з бар'єрами серед чоловіків на Літніх Олімпійських іграх 2008 у Пекіні проходили з 16 по 18 серпня на Пекінському національному стадіоні.

## Медалісти
| Золото             | Срібло             | Бронза             |
| Енджело Тейлор США | Керрон Клемент США | Бершон Джексон США |

## Кваліфікація учасників
Національний олімпійський комітет (НОК) кожної країни мав право заявити для участі у змаганнях не більше трьох спортсменів, які виконали норматив А (49,20 с) у кваліфікаційний період з 1 січня 2007 року по 23 липня 2008 року. Також НОК міг заявити не більше одного спортсмена з тих, хто виконав норматив B (49,50 с) за той же період. Кваліфікаційні нормативи були встановлені ІААФ.

## Рекорди
Дані наведені на початок Олімпійських ігор. 
| Світовий рекорд     | Кевін Янг (США) | 46,78 с | Барселона (Іспанія) | 6 серпня 1992 року |
| Олімпійський рекорд | Кевін Янг (США) | 46,78 с | Барселона (Іспанія  | 6 серпня 1992 року |

## Змагання
| - Q — кваліфікована за місцем у забігу - q — кваліфікована за часом | - WJR — світовий рекорд серед юніорів - AR — рекорд Африки - SB — найкращий результат у сезоні - PB — найкращий результат у кар'єрі | - NR — національний рекорд - DNF — не фінішував - DQ — дискваліфікований |

## Результати

### Перший раунд
Перші три спортсмени з кожного забігу незалежно від показаного часу автоматично потрапляють до півфіналу змагань. Також у наступний раунд потрапляють ще 4 учасники, які показали найкращий час серед всіх інших спортсменів.
| Місце   | Забіг | Ім'я                | Країна                   | Час   | Результат |
| ------- | ----- | ------------------- | ------------------------ | ----- | --------- |
| 1       | 3     | Маркіно Баклі       | Ямайка                   | 48.65 | Q, PB     |
| 2       | 2     | Енджело Тейлор      | США                      | 48.67 | Q         |
| 3       | 2     | Денні Макфарлі      | Ямайка                   | 48.86 | Q         |
| 3       | 3     | Луї-Джекоб ван Зіл  | ПАР                      | 48.86 | Q         |
| 5       | 2     | Елвін Майберг       | ПАР                      | 48.92 | Q, SB     |
| 6       | 2     | Баяно Камані        | Панама                   | 49.05 | q, SB     |
| 7       | 3     | Марек Плавґо        | Польща                   | 49.17 | Q         |
| 8       | 2     | Олександр Деревягін | Росія                    | 49.19 | q         |
| 9       | 1     | Бершон Джексон      | США                      | 49.20 | Q         |
| 10      | 1     | П'єтр де Вілльєрс   | ПАР                      | 49.24 | Q         |
| 11      | 4     | Керрон Клемент      | США                      | 49.42 | Q         |
| 12      | 1     | Магау Сугуїматі     | Бразилія                 | 49.45 | Q         |
| 13      | 4     | Перікліс Іаковакіс  | Греція                   | 49.50 | Q         |
| 14      | 4     | Іса Філліпс         | Ямайка                   | 49.55 | Q         |
| 15      | 3     | Хав'єр Карсон       | Пуерто-Рико              | 49.60 | q         |
| 16      | 1     | Джонатан Вілльямс   | Беліз                    | 49.61 | q         |
| 17      | 1     | Кенджі Нарісако     | Японія                   | 49.63 |           |
| 18      | 3     | Мен Янь             | КНР                      | 49.73 | SB        |
| 19      | 4     | Дай Тамешуе         | Японія                   | 49.82 |           |
| 20      | 1     | Едівалдо Монтейро   | Португалія               | 49.89 | SB        |
| 21      | 2     | Ібрагіма Мейга      | Малі                     | 50.57 |           |
| 22      | 4     | Фелікс Санчез       | Домініканська Республіка | 51.10 |           |
| 23      | 4     | Мовен Боїно         | Папуа Нова Гвінея        | 51.47 | SB        |
| 23      | 3     | Олексій Погорєлов   | Киргизстан               | 51.47 |           |
| 25      | 1     | Гарона Ґарба        | Нігер                    | 55.14 |           |
| 99.99 ! | 4     | Євген Мелешенко     | Казахстан                | DNF   |           |

### Півфінали

#### Перший півфінал
| Місце | Ім'я                | Країна      | Час   | Результат |
| ----- | ------------------- | ----------- | ----- | --------- |
| 1     | Енджело Тейлор      | США         | 47.94 | Q         |
| 2     | Бершон Джексон      | США         | 48.02 | Q         |
| 3     | Луї-Джекоб ван Зіл  | ПАР         | 48.57 | Q         |
| 4     | Марек Плавґо        | Польща      | 48.75 | Q         |
| 5     | Іса Філліпс         | Ямайка      | 48.85 |           |
| 6     | Олександр Деревягін | Росія       | 49.23 |           |
| 7     | П'єтр де Вілльєрс   | ПАР         | 49.44 |           |
| 8     | Хав'єр Карсон       | Пуерто-Рико | 49.85 |           |

#### Другий півфінал
| Місце | Ім'я               | Країна   | Час   | Результат |
| ----- | ------------------ | -------- | ----- | --------- |
| 1     | Керрон Клемент     | США      | 48.27 | Q         |
| 2     | Денні Макфарлі     | Ямайка   | 48.33 | Q         |
| 3     | Маркіно Баклі      | Ямайка   | 48.50 | Q         |
| 4     | Перікліс Іаковакіс | Греція   | 48.69 | Q         |
| 5     | Елвін Майберг      | ПАР      | 49.16 |           |
| 6     | Джонатан Вілльямс  | Беліз    | 49.64 |           |
| 7     | Магау Сугуїматі    | Бразилія | 50.16 |           |
| 8     | Баяно Камані       | Панама   | 50.48 |           |

### Фінал

#### Фінал
| Місце | Спортсмен          | Результат | Примітки |
| ----- | ------------------ | --------- | -------- |
| 1.    | Енджело Тейлор     | 47,25     | PB       |
| 2.    | Керрон Клемент     | 47,98     |          |
| 3.    | Бершон Джексон     | 48,06     |          |
| 4.    | Денні Макфарлейн   | 48,30     | SB       |
| 5.    | Луї-Джекоб ван Зіл | 48,42     |          |
| 6.    | Марек Плавго       | 48,52     | SB       |
| 7.    | Маркине Баклі      | 48,60     |          |
| 8.    | Перікліс Іаковакіс | 49,96     |          |